# Annual Review of Pharmacology and Toxicology
Annual Review of Pharmacology and Toxicology, abgekürzt Annu. Rev. Pharmacol. Toxicol., ist eine jährlich erscheinende Fachzeitschrift, die Übersichtsartikel veröffentlicht. Die Erstausgabe erschien im Jahr 1961 unter dem Namen Annual Review of Pharmacology, erst im Jahr 1976 wurde auch die Toxikologie in den Namen aufgenommen. Die Zeitschrift veröffentlicht Artikel aus allen Bereichen der Pharmakologie und Toxikologie.
Der Impact Factor des Journals lag im Jahr 2018 bei 13,295. Nach der Statistik des ISI Web of Knowledge wird das Journal mit diesem Impact Factor in der Kategorie Toxikologie an erster Stelle von 87 Zeitschriften sowie in der Kategorie Pharmakologie und Pharmazie an zweiter Stelle von 254 Zeitschriften geführt.
Herausgeber ist Paul A. Insel (La Jolla, Kalifornien, USA).